# Solenodon
Solenodon és un gènere de mamífers verinosos insectívors de la família dels solenodòntids. Els solenodonts viuen en caus. Només se'n reconeix un gènere, Solenodon, tot i que en el passat se'n descrigueren més que actualment són considerats sinònims junior. És un gènere molt antic, considerat un fòssil vivent. N'existeixen una sola espècie vivent l'almiquí d'Haití (Solenodon paradoxus). La família dels solenodòntids és interessant pels investigadors de la filogènia a causa del fet que conserva característiques dels mamífers primitius; les seves espècies s'assemblen molt a les que vivien vers la fi de l'edat dels dinosaures.